# Ophiozonoida parva
Ophiozonoida parva är en ormstjärneart som beskrevs av McKnight 1975. Ophiozonoida parva ingår i släktet Ophiozonoida och familjen Ophiolepididae. Inga underarter finns listade i Catalogue of Life.